# Cratere Timocharis
Timocharis è un cratere lunare di 34,14 km situato nella parte nord-occidentale della faccia visibile della Luna.

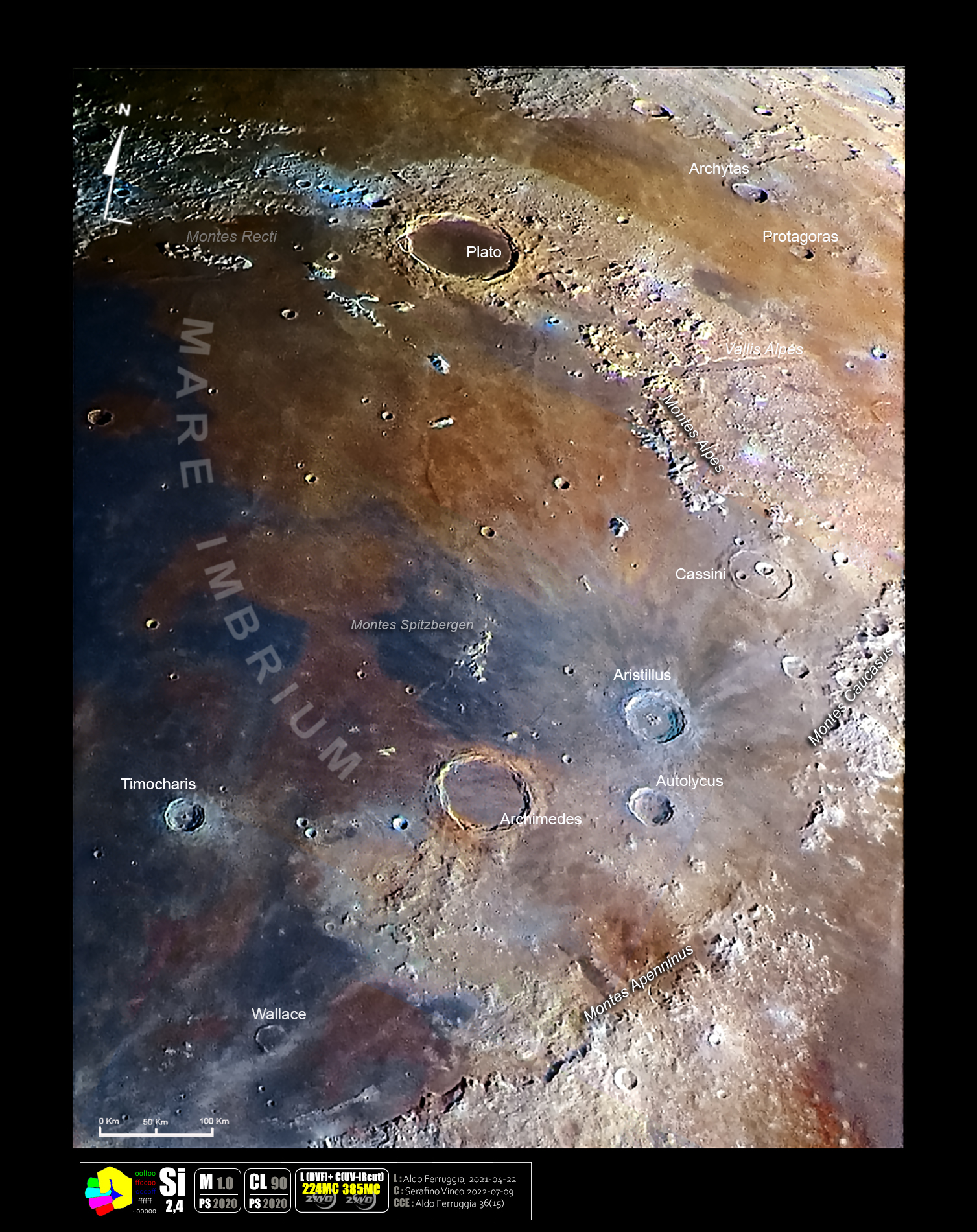
Il cratere (a sinistra) con le strutture vicine in una Immagine Selenocromatica(Si)